# AAO (Kis-My-Ft2の曲)
「AAO」（エイエイオー）は、2015年10月14日にavex traxから発売のKis-My-Ft2の14作目のシングル曲。

## 概要
〈初回生産限定盤〉〈通常盤〉〈キスマイSHOP盤〉の計3形態でリリース。初回生産限定盤には、表題曲「AAO」のMUSIC VIDEOとメイキングを収録したDVDが付いている。
通常盤には、『Kis-My-Ft2 14th SINGLE「AAO」& 15th SINGLE「最後もやっぱり君」 ー連動イベント応募券ー』（シリアルナンバー）が封入されている。2015年11月11日発売のシングル『最後もやっぱり君』〈通常盤〉に封入されているシリアルナンバーと合わせて2つで一口応募可能。
レンタルでは、KIS-MY-TALKは未収録。
北山、藤ヶ谷、宮田、玉森にソロパートが与えられている。

## チャート成績
2015年10月26日付オリコンチャートで週間1位を獲得した。シングル首位はデビューシングル「Everybody Go」から14作連続14作目となる。
初週売り上げ枚数：181745枚

## 収録曲

### CD
※「Let it BURN!」以降、通常盤のみ収録。
1. AAO［4:16］
作詞、作曲：ナオト・インティライミ、ラップ詞：IGOR、編曲：河合英嗣
  - 玉森裕太主演 読売テレビ・日本テレビ系木曜ドラマ『青春探偵ハルヤ〜大人の悪を許さない!〜』主題歌[3]
2. NOVEL［4:39］
作詞：イワツボコーダイ、作曲：GRP・イワツボコーダイ、編曲：GRP
  - Kis-My-Ft2出演 興和「ホッカイロぬくぬく当番」CMソング
3. Let it BURN!［4:24］
作詞：Ryohei Yamamoto、作曲・編曲：Tommy Clint
4. 負けないで［5:03］
作詞・作曲：多田慎也、編曲：鈴木雅也
5. KIS-MY-TALK（bonus track）

### DVD

#### 初回生産限定盤
1. 「AAO」MUSIC VIDEO
2. MUSIC VIDEO メイキングドキュメント

#### キスマイSHOP盤
1. 「AAO」メンバー振り付け講座
2. KIS-MY-GALLERYスペシャル映像
3. コーワ「ホッカイロぬくぬく当番」CM撮影メイキング

### 特典
- 『Kis-My-Ft2 14th SINGLE「AAO」& 15th SINGLE「最後もやっぱり君」 ー連動イベント応募券ー』（シリアルナンバー）

## 収録作品
| 楽曲タイトル | 収録                        | 収録                                                                   |
| ------------ | --------------------------- | ---------------------------------------------------------------------- |
| AAO          | CDシングル                  | 『AAO』                                                                |
| AAO          | ミュージック・ビデオ        | 『AAO』〈初回生産限定盤〉                                              |
| AAO          | ライブ映像                  | 『2015 CONCERT TOUR 『KIS-MY-WORLD』』〈Blu-ray盤〉                    |
| AAO          | CDアルバム                  | 『I SCREAM』                                                           |
| AAO          | ライブ映像                  | 『CONCERT TOUR 2016 I SCREAM』                                         |
| AAO          | ライブ映像                  | 『LIVE TOUR 2017 MUSIC COLOSSEUM』                                     |
| AAO          | ライブ映像                  | 『LIVE TOUR 2018 Yummy!! you&me』                                      |
| AAO          | CD （スペシャルエディット） | 『LIVE TOUR 2018 Yummy!! you&me』〈初回盤〉                            |
| AAO          | ライブ映像                  | 『君を大好きだ』〈EXTRA盤〉 （LIVE TOUR 2018 YOU&ME Extra Yummy!!）    |
| AAO          | CDアルバム                  | 『BEST of Kis-My-Ft2』                                                 |
| AAO          | ミュージック・ビデオ        | 『BEST of Kis-My-Ft2』〈初回盤A〉                                      |
| AAO          | ライブ映像                  | 『LIVE TOUR 2021 HOME』〈Blu-ray盤〉                                   |
| AAO          | ライブ映像                  | 『Two as One』〈ファンクラブ限定盤〉 （Kis-My-Ftに逢えるde Show 2022） |
| AAO          | ライブ映像                  | 『Kis-My-Ftに逢えるde Show 2022 in DOME』                              |
| AAO          | ライブ映像                  | 『For dear life』                                                      |
| AAO          | ライブ映像                  | 『Kis-My-Ft2 Dome Tour 2024 Synopsis』                                 |
| NOVEL        | CDシングル                  | 『AAO』                                                                |
| NOVEL        | CDアルバム                  | 『I SCREAM』                                                           |
| NOVEL        | ライブ映像                  | 『CONCERT TOUR 2016 I SCREAM』                                         |
| Let it BURN! | CDシングル                  | 『AAO』〈通常盤〉                                                      |
| Let it BURN! | ライブ映像                  | 『LIVE TOUR 2018 Yummy!! you&me』                                      |
| Let it BURN! | CD （スペシャルエディット） | 『LIVE TOUR 2018 Yummy!! you&me』〈初回盤〉                            |
| Let it BURN! | ライブ映像                  | 『君を大好きだ』〈EXTRA盤〉 （LIVE TOUR 2018 YOU&ME Extra Yummy!!）    |
| 負けないで   | CDシングル                  | 『AAO』〈通常盤〉                                                      |
| 負けないで   | ライブ映像                  | 『LIVE TOUR 2019 FREE HUGS!』                                          |
| 負けないで   | CDアルバム                  | 『BEST of Kis-My-Ft2』〈初回盤A〉                                      |
| 負けないで   | ライブ映像                  | 『Kis-My-Ftに逢えるde Show 2022 in DOME』〈初回盤B〉                   |